# Tokushige Takaaki
Takaaki Tokushige (sinh ngày 18 tháng 2 năm 1975) là một cầu thủ bóng đá người Nhật Bản.

## Sự nghiệp câu lạc bộ
Takaaki Tokushige đã từng chơi cho Denso, Cerezo Osaka, Kyoto Sanga FC, Tokushima Vortis và Nagoya SC.